# Rede ePORTUGUÊSe

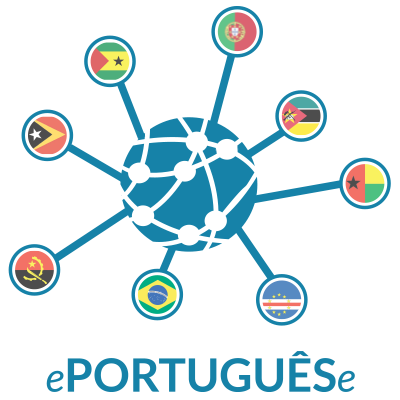
Logo da rede ePORTUGUÊSe

A rede ePORTUGUÊSe  é um programa da Organização Mundial da Saúde (OMS) criado para fortalecer a colaboração entre os  países de língua portuguesa nas áreas da informação e capacitação de recursos humanos em saúde, fortalecendo os sistemas de informação em saúde nesses países.
O  português é a sexta língua mais falada do mundo, com quase 300 milhões de pessoas distribuídas em oito países e quatro continentes. É o terceiro idioma mais falado no hemisfério ocidental, depois do inglês e do espanhol, e o idioma mais falado no hemisfério sul .
A rede ePORTUGUÊSe foi reconhecida como um exemplo de Cooperação Sul-Sul durante a reunião de alto nível promovida pelo Escritório das Nações Unidas para a Cooperação Sul-Sul, durante a EXPO sobre desenvolvimento global das Nações Unidas, realizada em Viena, Áustria, em novembro de 2012 .
A Rede ePORTUGUÊSe foi extinta como programa da OMS em maio de 2015.

## História
- A rede ePORTUGUÊSe foi criada após o Fórum Global de Pesquisa em Saúde, realizado na Cidade do México em novembro de 2004 e onde se debateu a temática da inclusão digital e da necessidade da diminuição das diferenças entre o saber e o fazer (know-do gap) [1], [4]. Neste fórum, a OMS comprometeu-se a criar redes de informação em saúde em diversos idiomas como uma forma de contribuir para este desafio  [4].

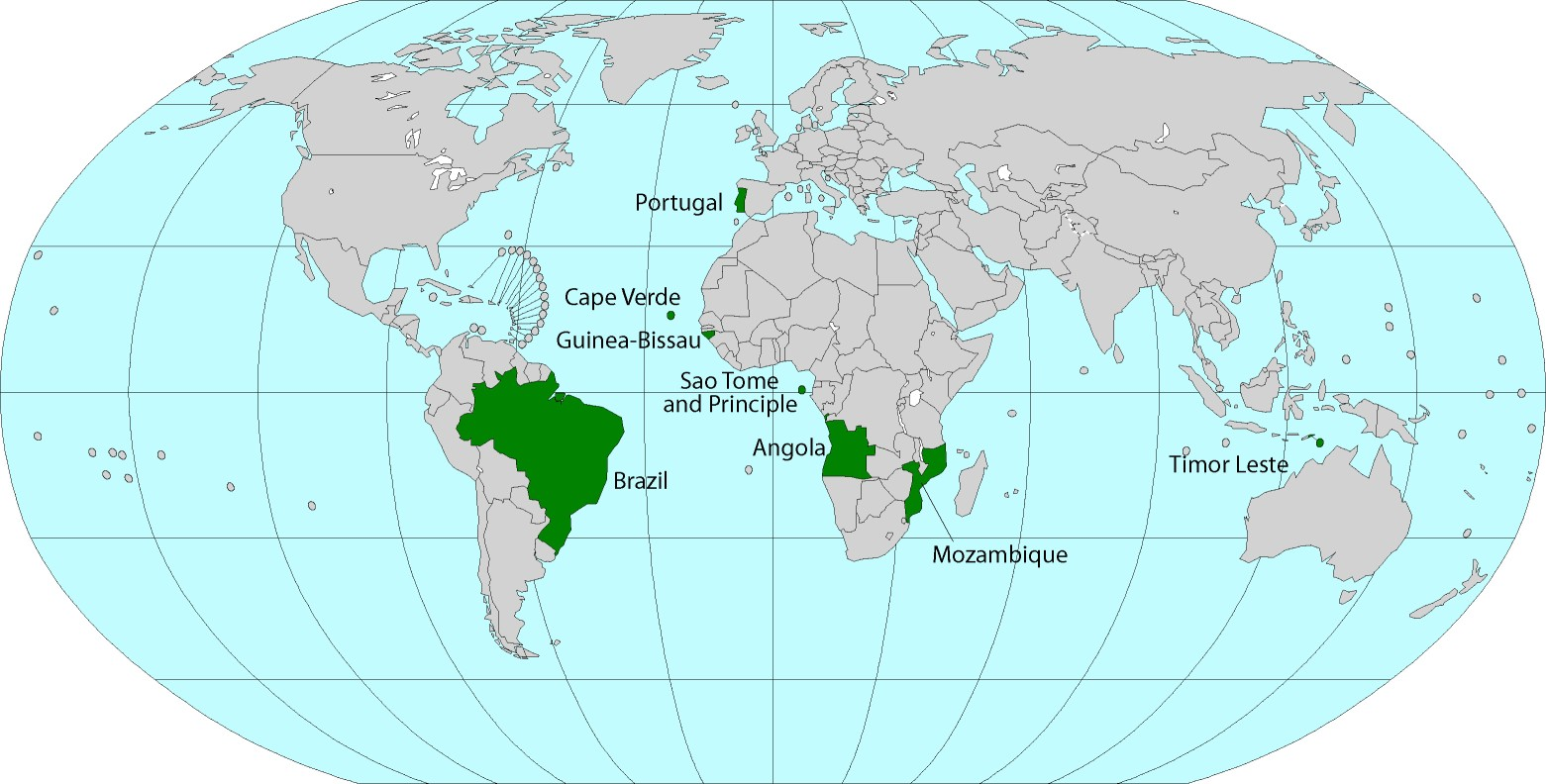
Países falantes de língua portuguesa

- Em abril de 2005, a rede ePORTUGUÊSe entrou em funcionamento, ambicionando estabelecer uma rede de informação em saúde em português e fortalecer a colaboração, criar parcerias e trocar experiências entre os oito Estados membros de língua portuguesa da OMS [5].

- Desde a sua criação, a rede ePORTUGUÊSe [1] tem funcionado como um agente facilitador entre instituições de saúde dos países de língua portuguesa, utilizando diversos meios de comunicação para facilitar o acesso à informação, contribuindo para que os profissionais de saúde, mesmo aqueles que se encontram em áreas rurais e distantes dos grandes centros urbanos, possam receber e acessar informação atualizada, relevante e baseada nas necessidades locais.

- Atualmente o Brasil é um dos grandes parceiros da Cooperação Sul-Sul. Juntamente com Portugal desenvolveu um Plano Estratégico de Cooperação em Saúde (PECS/CPLP) para a Comunidade dos Países de Língua Portuguesa (CPLP), assinado pelos ministros da saúde dos oito países numa cerimônia oficial no Estoril, em maio de 2008.[6].

- Em janeiro de 2010 a OMS e a CPLP assinaram um acordo de cooperação com o compromisso de utilizar a rede ePORTUGUÊSe [1] para impulsionar atividades e treinamentos nos países de língua portuguesa, e desta forma contribuir para o fortalecimento dos Sistemas de informação em saúde, especialmente nos países menos desenvolvidos.

- A rede ePORTUGUÊSe[1] é uma oportunidade para que os países atinjam suas metas previstas nos Objetivos de Desenvolvimento do Milênio.

## Atividades

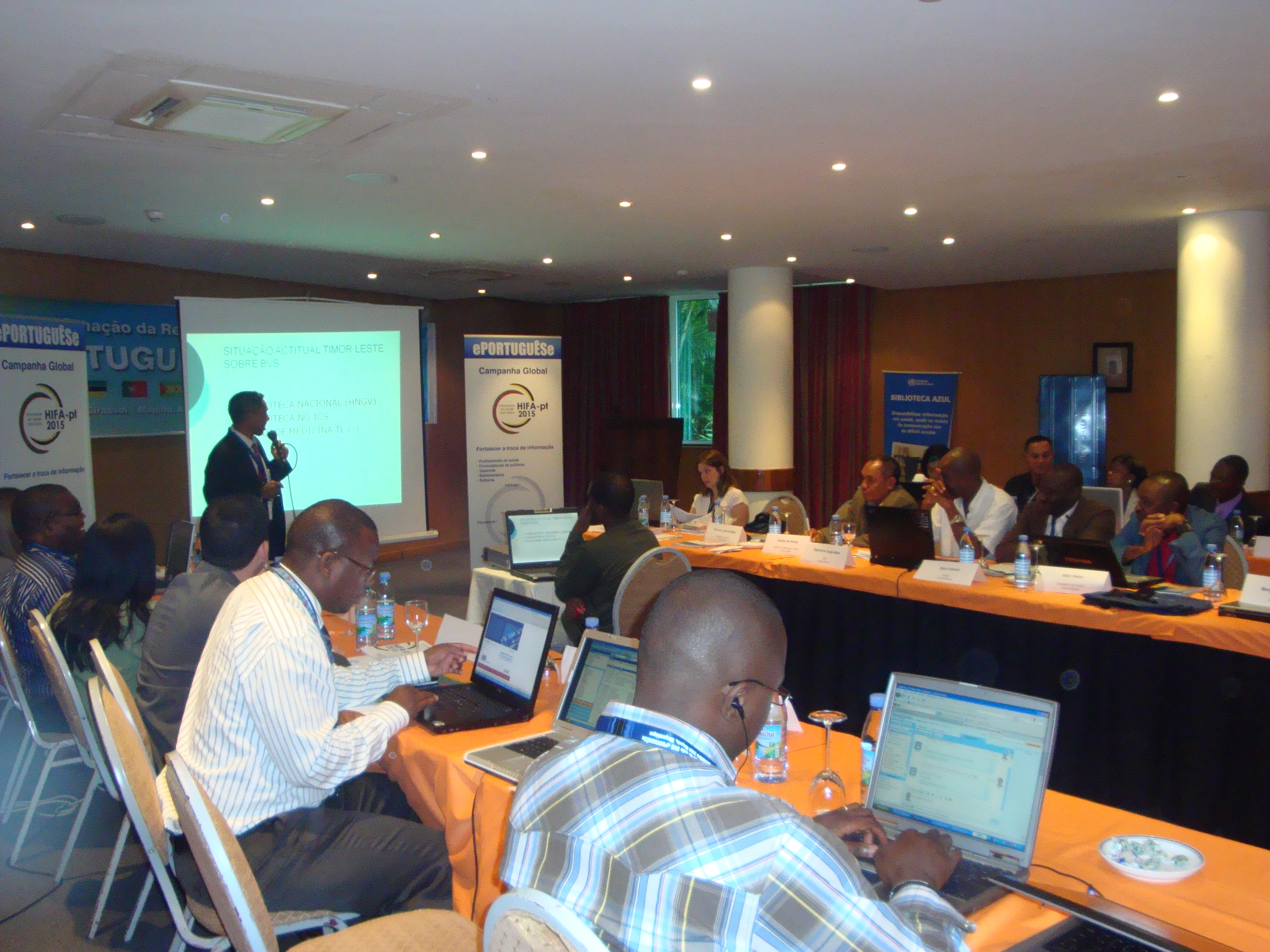
Capacitação no uso da BVS

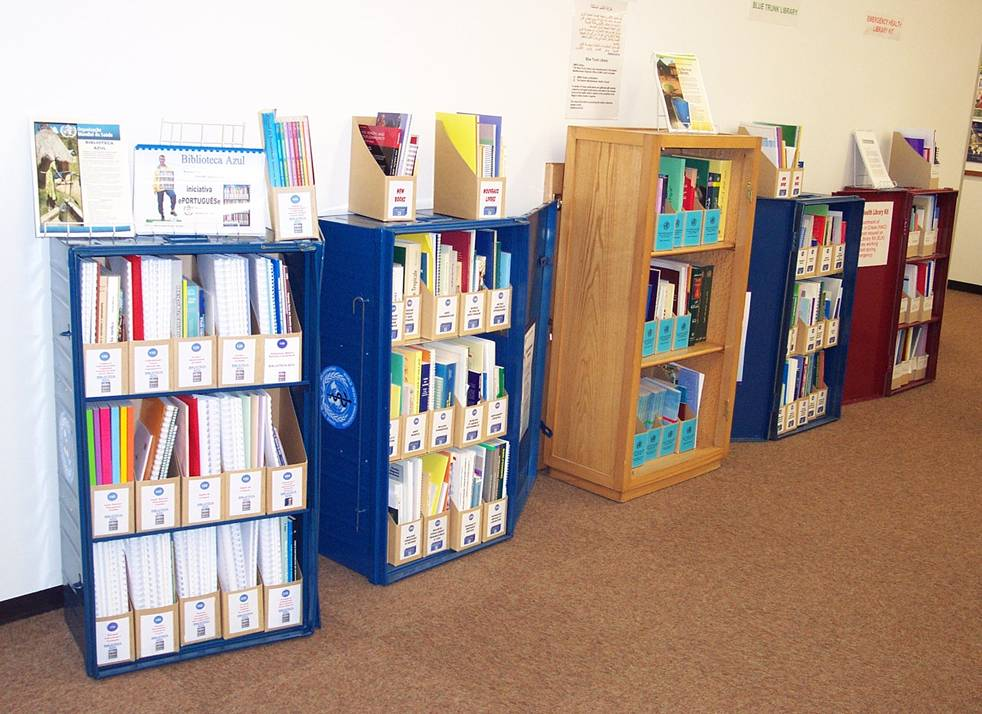
Exemplares de Bibliotecas Azuis

- Promover e melhorar o acesso à informação em saúde disponível em português através da Biblioteca Virtual em Saúde ePORTUGUÊSe , utilizando o modelo da Biblioteca Virtual em Saúde (BVS) desenvolvida pelo Centro Latino-Americano e do Caribe de Informação em Ciências da Saúde (OPAS/OMS) ou BIREME [7], [8];

- Dar visibilidade e apoio à produção local de conhecimento, fortalecendo a pesquisa em língua portuguesa [1];

- Promover o acesso e a disseminação da informação em saúde, utilizando o modelo da Biblioteca Azul [9];

- Facilitar a capacitação e treinamento de recursos humanos em saúde em diversas áreas do conhecimento, utilizando diversos meios eletrônicos [1];

- Utilizar os meios sociais, espaços colaborativos, BLOGs e grupos de discussão [1];

- Promover capacitação e treinamento no uso do portal HINARI (acesso à Rede eletrônica de pesquisa em saúde)[10];

- Fortalecer o grupo de discussão HIFA-pt , baseado na campanha global HIFA2015 (Health information for all by 2015) com quase 7000 membros provenientes de 150 países. O HIFA-pt foi desenvolvido pela rede ePORTUGUÊSe[1] da Organização Mundial da Saúde (OMS) em colaboração com a Rede Global de Informação em Cuidados de Saúde [11].

## Estrutura
A rede ePORTUGUÊSe é um programa do Departamento de Gestão e Intercâmbio do Conhecimento (Department of Knowledge Management and Sharing - KMS)  da Organização Mundial da Saúde (OMS), sediada em Genebra. As suas atividades são descentralizadas, cooperando com pontos focais nos diferentes países de forma a estabelecer tarefas prioritárias.

## Membros
São membros da rede ePORTUGUÊSe todos os países de língua oficial portuguesa: Angola, Brasil, Cabo Verde, Guiné-Bissau, Moçambique, Portugal, São Tomé e Príncipe e Timor-Leste.